# NTTデータ数理システム
株式会社NTTデータ数理システム（エヌティティデータすうりシステム、英: NTT DATA Mathematical Systems Inc.）は、東京都新宿区に本社を置く、NTTデータグループのコンサルティング・ソフトウェア開発企業。

## 事業内容
- 数理科学とコンピュータサイエンスを基本技術とするソフトウェアの開発・販売
- データマイニングや最適化，シミュレーション等の独自テクノロジーによる問題解決・コンサルティング

## 沿革
- 1982年（昭和57年）- 半導体CADと科学技術計算一般を主たる事業として株式会社数理システム設立。資本金300万円
- 2012年（平成24年）- NTTデータグループ加入
- 2013年（平成25年）- 商号を株式会社NTTデータ数理システムに変更